# بابلو سانشيز لوبيز
بابلو سانشيز لوبيز (بالإسبانية: Pablo Sánchez López)‏ هو سائق سيارة سباق مكسيكي، ولد في 9 فبراير 1990 في مدينة مكسيكو في المكسيك.

## وصلات خارجية
- بابلو سانشيز لوبيز على موقع DriverDB.com (الإنجليزية)